# Изолиния
Контурната линия, наричана още изолиния, е крива свързваща точки с едни и същи конкретни стойности представяща функция на две променливи. Представката изо- (на старогръцки: ισος) означава равно, еднакво, подобно.
Терминът се използва в различни области, като чрез изобразяване на характерните особености на едно явление обуславяно от две променливи, нагледно и образно в една равнина се показва връзката между тези величини. Пример за това е топографската карта или нейния по-елементарен вариант – контурната карта за учебни цели. Там се използват контурни линии за ситуацията върху земната повърхост и хоризонталите (наричани понякога височинни линии), съединяващи точки с еднаква височина като показват падини и хълмове както и стръмност на склонове.
Освен в картографията изолиниите се използват и за документиране на редица скаларни физични величини или отделни компоненти от векторни величини. С това се изобразяват структурата на някакво явление или процес като например атмосферно налягане, диаграма на излъчване и напрегнатостта на електромагнитното поле на радио или телевизионен предавател, при научни изследвания и др. Всяка от науките използващи подобно графично изобразяване използва свой специфичен термин за използваните контурни линии с представката изо- и термин отразяващ характера на изобразената величина (например: изотерма, изохора, изобара, изоглоса и т.н.).
Градиентът на функцията винаги е перпендикулярен на контурните линии. Когато контурните линии се сгъстяват градиента се увеличава (промяната е по-голяма).
| Название            | Етимология                           | Характеризуемо явление                                                                     |
| ------------------- | ------------------------------------ | ------------------------------------------------------------------------------------------ |
| Изоанти             | ántos – цвят, цъфтеж                 | Едновременен цъфтеж на растения                                                            |
| Изоатми             | atmós – па̀ра, изпарение              | Еднаква изпаряемост за единица време                                                       |
| Изобази             | básis – ход, движение                | Еднаква величина на положителни (изонабази) и отрицателни (изокатабази) тектонски движевия |
| Изобари             | báros – тежест, тегло                | Еднакво атмосферно налягане                                                                |
| Изобати             | báthos – дълбочина                   | Еднаква дълбочина на водоеми                                                               |
| изобронти           | bronté – гръм                        | Еднакво число дни с гръмотевици                                                            |
| Изогалини           | háls – сол                           | Еднаква соленост на водоеми                                                                |
| Изоглоси            | glõssa – език, реч                   | Еднакви езикови явления                                                                    |
| Изогони             | gõnia – ъгъл                         | Еднаква посока на вятъра                                                                   |
| Изоклини            | klinõ – накланям                     | Еднакво магнитно склонение                                                                 |
| Изоколи             | kólos – счупен                       | Еднакви изкривявания при картографските проекции                                           |
| Изомери             | merós – част                         | Химически съединения, еднакви по състав и молекулна маса, но различни по строеж и свойства |
| Изонефи             | néphos – облак                       | Еднаква облачност                                                                          |
| Изопахити           | pachýs – дебел, масивен              | Еднаква мощност на геоложки наслаги                                                        |
| Изопори             | póros – ход, проход                  | Еднакви многогодишни изменения на земния магнетизъм                                        |
| Изорахии            | rhachia – прибой, морска вълна       | Еднаква височина на морските приливи                                                       |
| Изосеисти           | seistós – колебания                  | Еднаква интензивност на земетресения                                                       |
| Изотаки (изокриони) | téko – разтапям                      | Еднакъв срок на разтапяне на морския лед                                                   |
| Изотахи             | táchos – скорост, бързина            | Еднаква скорост на морски течения                                                          |
| Изотерми            | thérme – топлина                     | Еднаква температура на въздуха                                                             |
| Изотермобати        | thérme, báthos – топлина и дълбочина | Еднаква температура на водата във водоемите в дълбочина                                    |
| Изофази             |                                      | Еднакви фази на слънчеви или лунни затъмнения                                              |
| Изохиети            | hietós – дъжд                        | Еднакво количество валежи за определен период                                              |
| изохиони            | chión – сняг, снежна покривка        | Еднаква дълбочина на водоеми                                                               |
| Изохипси            | hýpsos – височина                    | Еднаква надморска височина                                                                 |
| Изохрони            | chrónos – време                      | Еднакво време на настъпване на някакво явление                                             |
| Хидроизобати        | báthos – дълбочина                   | Еднаква дълбочина на подземните води спрямо земната повърхност                             |
| Хидроизопези        | piézo – налягане, напор              | Еднакъв напор на артезиански води                                                          |
| Хидроизохипси       | hýpsos – височина                    | Еднаква височина на подземните води спрямо морското равнище                                |